# Малюк (фільм, 2000)
«Малю́к» (англ. «The Kid») — американський науково-фантастичний фільм 2000 року.

## Зміст
На частку Расса випало воістину захоплююча пригода. Через флуктуацій просторово-часового континууму, він зустрів дитину, яка виявилась ніким іншим, як самим же героєм в дитинстві. Тепер вони об'єднують зусилля, щоб зробити своє життя кращим. Зі зрозумілих причин, ніхто не захоче допомогти тобі сильніше, ніж ти сам.

## Ролі
| Актор             | Роль                     |
| ----------------- | ------------------------ |
| Брюс Вілліс       | Расс Даріц               |
| Спенсер Бреслін   | Малюк Расті              |
| Емілі Мортімер    | Емі                      |
| Лілі Томлін       | Джанет                   |
| Джин Смарт        | Дейдра Лефевр            |
| Чі МакБрайд       | Кенні                    |
| Деніел Фон Барген | смчммм                   |
| Дана Айві         | доктор Сьюзен Александер |
| Джері Райан       | грає себе                |
| Хуаніта Мур       | -                        |

## Знімальна група
- Режисер — Джон Тертелтаубх
- Сценарист — Одрі Уеллс
- Продюсер — Джон Тертелтауб, Христина Стайнберг, Хант Лаурі